# Governo de coalizão
Governo de coligação (português europeu) ou coalizão (português brasileiro) é um gabinete de um governo sustentado por vários partidos políticos, que cooperam, o que reduz o domínio de qualquer uma das partes dentro dessa coalizão. Normalmente, isso ocorre quando nenhum partido político alcança maioria no parlamento, o que força uma aliança política. Um governo de coalizão também pode ser criado em um momento de dificuldade ou crise nacional, por exemplo durante guerras ou crises econômicas, para dar ao governo um alto grau de percepção de legitimidade política ou de identidade coletiva, desempenhando um papel na diminuição de conflitos políticos internos.

## Exemplos
- Alemanha: Governo Merkel II
- Finlândia: Governo Katainen
- Itália Governo de Enrico Letta
- Portugal: Governo de Passos Coelho
- Reino Unido Governo de David Cameron
- Dinamarca: Governo Helle Thorning-Schmidt II (2014–)
- Suécia: Governo Löfven (2014–)
- Grécia: Governo Tsipras (2015–)
- Brasil: Governo Dilma Rousseff (2011–2016)